# Аржамакша
Аржамакша — река в России, протекает в Арбажском районе Кировской области. Устье реки находится в 132 км по левому берегу реки Пижма. Длина реки составляет 17 км.
Исток реки в лесном массиве к югу от деревни Серяки и в 15 км к северо-западу от посёлка Арбаж. Река течёт на юго-запад по ненаселённой местности, впадает в Пижму у моста автодороги Йошкар-Ола — Киров.

## Данные водного реестра
По данным государственного водного реестра России относится к Камскому бассейновому округу, водохозяйственный участок реки — Вятка от города Котельнич до водомерного поста посёлка городского типа Аркуль, речной подбассейн реки — Вятка. Речной бассейн реки — Кама.
По данным геоинформационной системы водохозяйственного районирования территории РФ, подготовленной Федеральным агентством водных ресурсов:
- Код водного объекта в государственном водном реестре — 10010300412111100036894
- Код по гидрологической изученности (ГИ) — 111103689
- Код бассейна — 10.01.03.004
- Номер тома по ГИ — 11
- Выпуск по ГИ — 1